# Agiovlasitika
Agiovlastika  este un oraș în Grecia în Prefectura Ahaia.